# Harirah
Harirah was een Nederlandse komische televisieserie die werd uitgezonden door de VPRO van 23 november 2009 tot 11 januari 2010.
Vooral de relatie tussen autochtone Nederlanders en Nederlanders van Turkse en Marokkaanse afkomst werd in deze serie op lichtvoetige wijze op de hak genomen. De makers spraken ook wel van een 'Nederlandse satire van Turkse en Marokkaanse afkomst'.
Kees Prins (vooral bekend van Jiskefet) was regisseur en speelde ook zo nu en dan een (bij)rol.

## Acteurs
- Inci Lulu Pamuk
- Elvan Akyıldız
- Karim El Guennouni
- Mohammed Azaay
- Kees Prins